# John-Wessel Bell
John-Wessel Bell (Ciudad del Cabo, 18 de enero de 1990) es un jugador sudafricano de rugby. Se desempeña como zaguero y actualmente se encuentra sin club. Además de competir con su club en Sudáfrica, es internacional absoluto con la Selección Española, donde acumula 27 caps.
Bell llegó al conjunto vallisoletano en la temporada 2016/2017 desde Golden Lions, club sudafricano que compite en la Currie Cup. Desde su llegada a Valladolid se ha convertido en uno de los puntales de su equipo, siendo un jugador muy anotador. Más tarde, en 2022, ficharía por el Club de Rugby El Salvador, rival del VRAC Quesos Entrepinares.
El 23 de noviembre de 2019, debutó con la Selección Española en un test match contra Hong Kong en el Estadio Nacional Complutense.  
Con la selección disputó varios torneos del Rugby Europe Championship y los clasificatorios al Mundial de Francia de 2023 donde España fue descalificada, y para el Mundial de Australia 2027 donde España clasificó después de ganar a Países Bajos y Suiza. Anunció su retirada internacional el 18 de febrero de 2025 con 35 años, habiendo disputado 25 caps oficiales y anotado 40 puntos. 
El 5 de junio de 2025 pidió revocar su renuncia a la selección española.
El 6 de junio de 2025 se anunció su salida del C. R. El Salvador de División de Honor para volver a su tierra natal, Sudáfrica. Tras su salida del conjunto vallisoletano, pidió a la Real Federación Española de Rugby revocar su renuncia a ir con la selección española, alegando que se habían solucionado los problemas familiares que tenía presentes.